# Werdohl
Werdohl [væɐ̯ˈdo:l] ist eine Stadt in Nordrhein-Westfalen. Sie liegt im Osten des Märkischen Sauerlands und gehört zum Märkischen Kreis.

## Geografie

### Geografische Lage

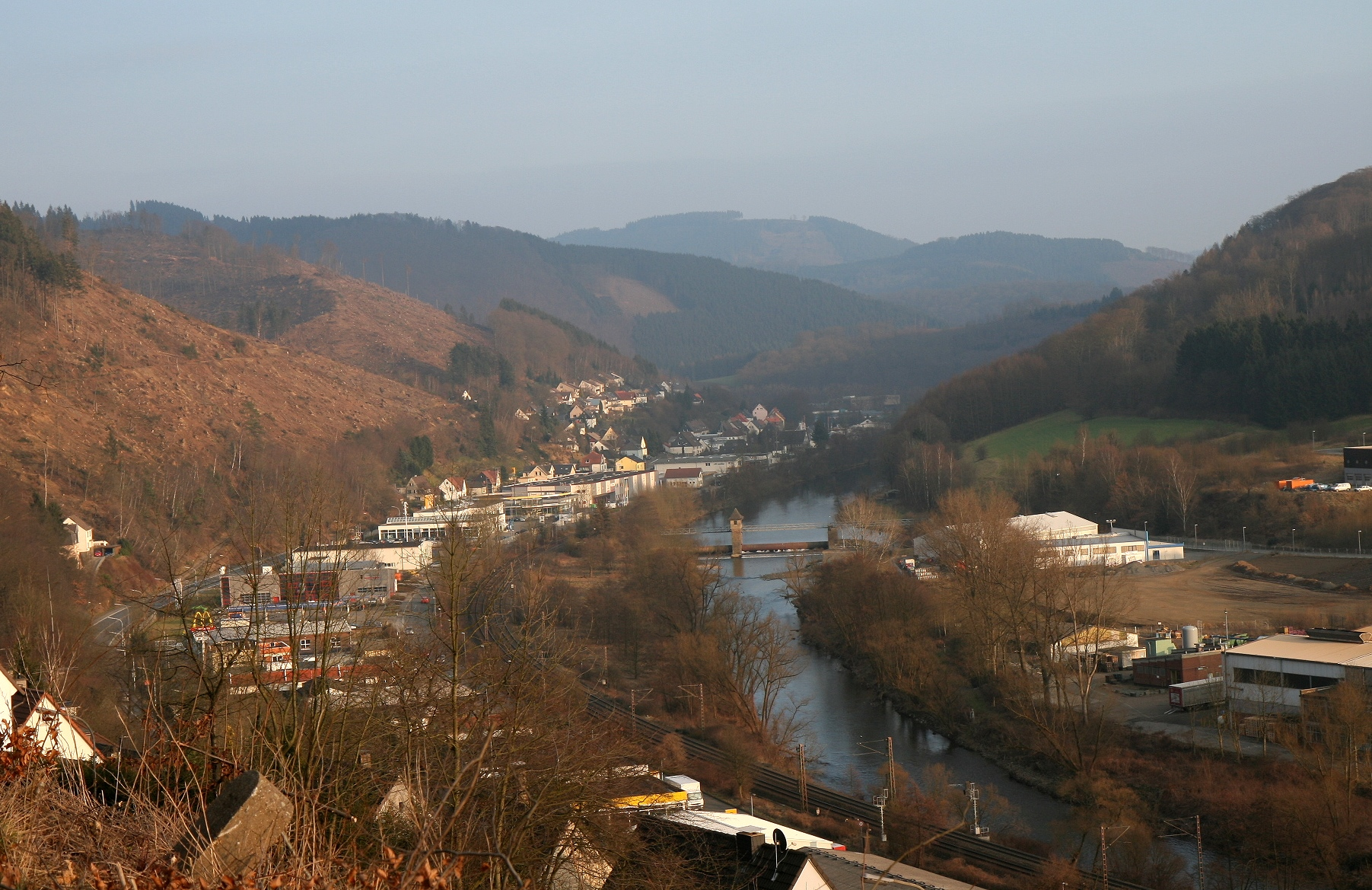
Lennetal

Werdohl liegt im Sauerland in den Tälern der Lenne und der Verse. Die Lenne bildet im Stadtgebiet zwei Mäanderbögen, so dass sie wie ein großes „W“ aussieht. Sie hat im Stadtgebiet eine Länge von 15 km. Die Länge der Verse liegt in Werdohl bei 7,85 km.
Den höchsten Punkt erreicht die Stadt mit 475 m über NN im Bereich des Hofes „Wäsche“, an der Stadtgrenze zu Herscheid. Der tiefste Punkt mit 162 m ist das Flussbett der Lenne an der Stadtgrenze zu Altena.
Das Stadtgebiet ist 33,37 km² groß. Es reicht im Norden an die Stadtgrenze von Altena (bei Dresel), im Süden bis an den Hülsberg (bei Eveking) mit einer Distanz von 8,0 km. Der westlichste Punkt liegt nahe dem Ortsteil Elverlingsen, im Osten bei Kettling. Die West-Ost-Ausdehnung beträgt 8,5 km.
Die Fläche wird größtenteils für Landwirtschaft, Wiesen, Weiden und Wald genutzt, insgesamt 1.920 Hektar (ha). Wohngebäude nehmen 318 ha ein, Gewerbeflächen 124 ha. Die restlichen 975 ha sind Verkehrs-, Wasser- und sonstige Flächen.
Werdohl grenzt (im Uhrzeigersinn) an Altena, Neuenrade, Plettenberg, Herscheid und Lüdenscheid.

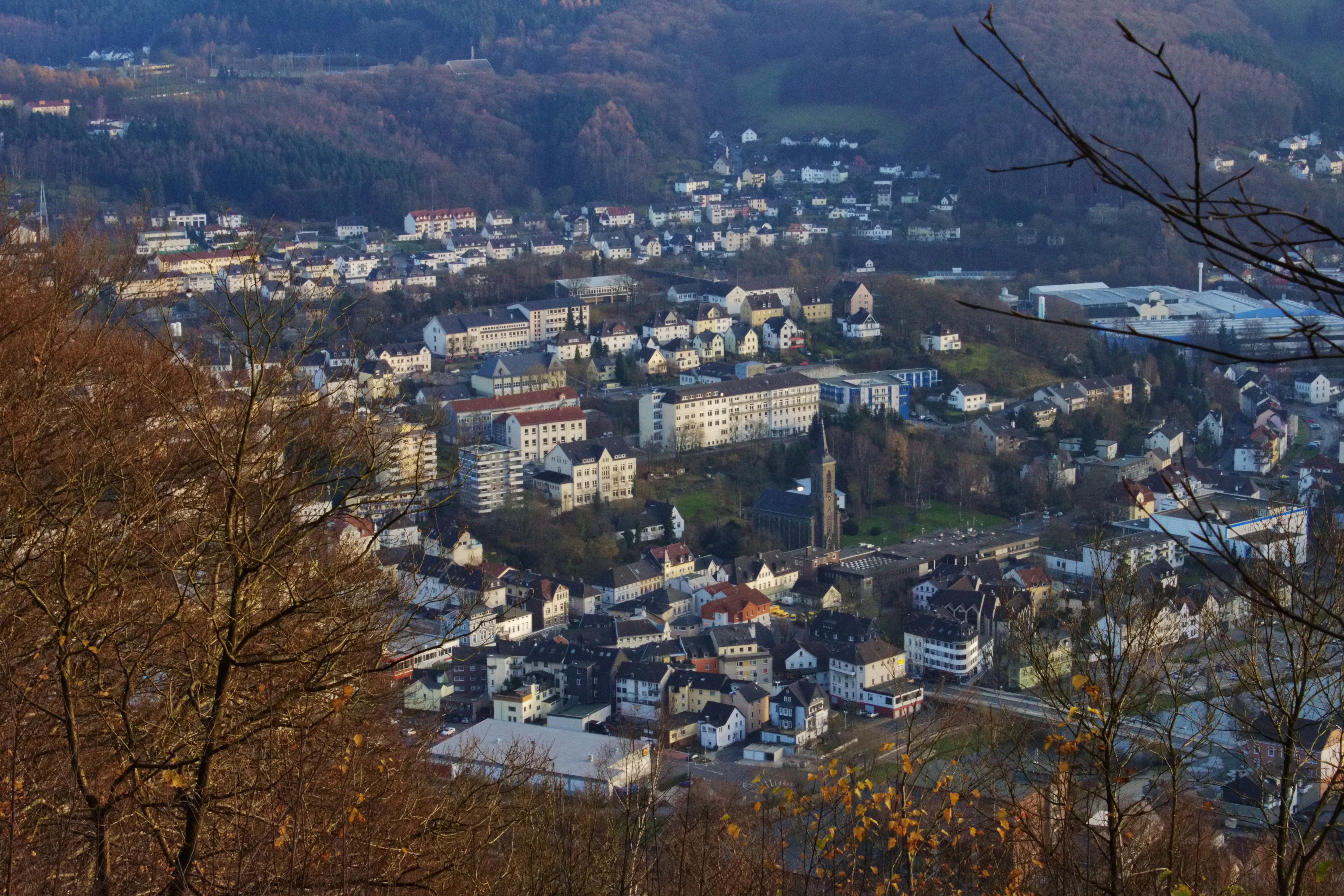
Blick über Werdohl

### Geologie
Weit verbreitet sind im Werdohler Stadtgebiet die sog. Unteren Honseler Schichten (benannt nach einem Gehöft südlich von Letmathe), die hauptsächlich aus Tonsteinen und eingelagerten Sandsteinbänken bestehen. Diese Schichten sind etwa 360 Millionen Jahre alt. Zu dieser Zeit war die Gegend vom Meer überflutet.
In den Tälern gibt es wesentlich jüngere Sedimentschichten, die sich aus dem Schwemmmaterial der Flüsse (Lenne, Verse) gebildet haben.
Tieferliegend finden sich Schichten aus Tonschiefer und anderen Tonsteinen, die auf ein Alter von 440 bis 500 Millionen Jahre hindeuten.

### Stadtteile
Das Stadtzentrum von Werdohl liegt am Ufer der Lenne und teilweise an den umliegenden Hängen. Die nächsten Ortsteile an diesem Fluss und der Mündung der Verse sind Versevörde, Königsburg, Rodt und Erlhagen.
Lenneaufwärts liegt Kettling. Lenneabwärts folgen Ütterlingsen, Dresel und Elverlingsen.
Wer dem zum Teil sehr engen Kerbtal folgt – der Verse flussaufwärts –, gelangt längs den an seinen Hängen gelegenen Ortsteilen Osmecke, Pungelscheid, Kleinhammer, durch Eveking und Bärenstein in die Oberborbecke, wo das Versetal, immer flacher werdend, in das Stadtgebiet von Lüdenscheid übergeht.

## Geschichte

### Name
Eine ältere Bezeichnung des Stadtnamens ist Verthol. Die Silbe Werd- steht für Insel oder Halbinsel (Werder), während -ohl wahrscheinlich für ein Wiesengelände am Wasser (Aue) stand, was aber sprachgeschichtlich nicht eindeutig geklärt ist. Daher stand der Name Werdohl also ursprünglich wohl nicht für den Ort, sondern für die Gegend.

### Geschichtlicher Überblick
Mesolithische Steinwerkzeuge (Mittelsteinzeit) aus Feuerstein und Kieselschiefer wurden auf den Höhenzügen von Werdohl um Dösseln und Brenge gefunden. Die Funde sind damit älter als 7000 Jahre. Aus der Jungsteinzeit wurden Steinwerkzeuge entdeckt, die geschliffen waren. Man geht daher davon aus, dass Menschen sich in der Steinzeit zumindest gelegentlich in der Gegend aufgehalten haben. Eine Keimzelle des Ortes könnte der Schnittpunkt des Fernweges Neheim-Balve-Werdohl mit der Furt der Lenne sein. An diesem Fernweg wurde ein Hügelgrab aus der Zeit nach 4000 v. Chr. gefunden

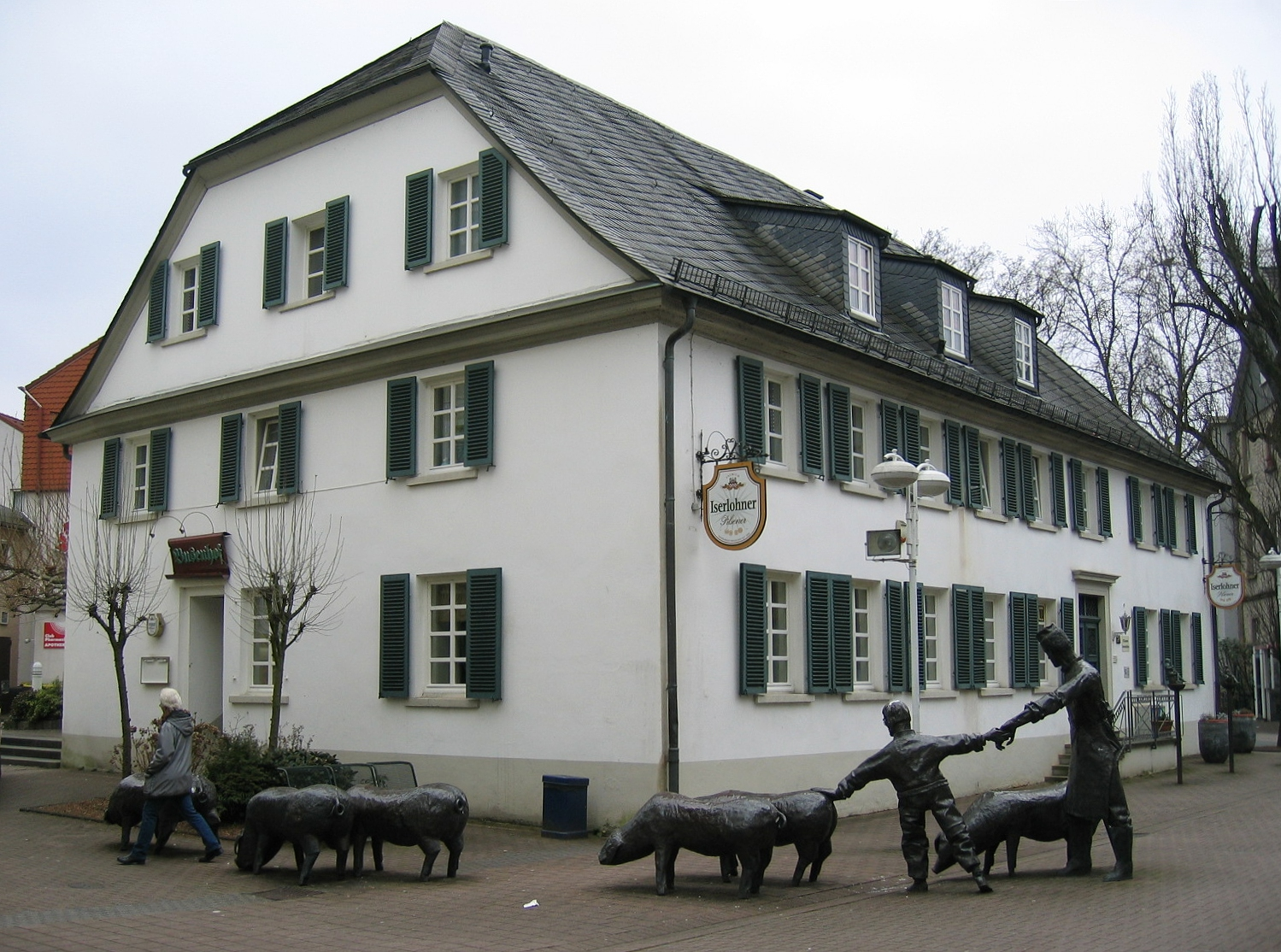
Busenhof
Neu errichtet nach dem Stadtbrand von 1822.

Im Mittelalter querte eine alte Königsstraße von Köln nach Arnsberg / Soest die Lenne im Bereich Werdohl. So entstand hier ein kleines Kirchdorf. Der Nord-Süd-Verkehr durch das Lennetal war schwierig, da das Tal vielerorts versumpft war. Straßen konnten erst später ausreichend befestigt werden. Von der Entstehung des Kirchdorfes vor dem 12. Jahrhundert wird allgemein ausgegangen.
Die erste schriftliche Erwähnung Werdohls datiert auf das Jahr 1101. Der Paderborner Bischof Heinrich II. erwähnt die Kirche (Kilianskirche) zu Werdohl, die von Graf Erpo von Padberg dem Kloster Flechtdorf nahe Diemelsee geschenkt wurde. Im Jahr 1220 übernahm das Priorat Berentrop das Patronat über die Kirche, 1300 wurde das Priorat von Graf Eberhard I. von der Mark gekauft. Die Kilianskirche gehörte nachfolgend zum Kloster Scheda.
Die Reformation erreichte Werdohl 1573. Spätestens nach dem Übertritt des Kurfürsten Johann Sigismund zum reformierten Bekenntnis 1613 trat der Großteil des Landadels und des Bürgertums zu den Reformierten über. Werdohl wurde evangelisch.
Die Kilianskirche erhielt 1743 einen neuen Kirchturm, der aber nur gut 100 Jahre hielt. 1874 wurde die Kirche mitsamt Turm abgerissen. Kurz zuvor war die (evangelische) Christuskirche errichtet worden (zirka 1866).
1381 wird die Burg Pungelscheid erstmals erwähnt, auf der die Familie Neuhoff residierte. Wahrscheinlich verbrachte Theodor von Neuhoff hier auch einige Jahre seines Lebens. Er wurde im 18. Jahrhundert als König von Korsika bekannt.
Werdohl blieb von Katastrophen nicht verschont. 1535 wurde die hölzerne Brücke über die Lenne bei einem Hochwasser beschädigt. Im Jahr 1554 oder 1556 wurde hier die erste steinerne Brücke gebaut. Ein weiteres verheerendes Hochwasser gab es 1601. 1619 wurde Werdohl durch die Pest heimgesucht. Weitere Epidemien der Krankheit gab es 1626, 1632 und 1636. Großbrände vernichteten 1717, 1744 und 1777 Teile der Stadt. Im Jahr 1822 zerstörte ein Großbrand fast 70 % aller Häuser.
Ab dem 17. Jahrhundert gehörte Werdohl nach dem jülich-klevischen Erbfolgestreit zu Brandenburg-Preußen. In der napoleonischen Zeit wurde Werdohl dem Großherzogtum Berg eingegliedert (1806–1813).
Die Befreiungskriege 1813/1814 gingen an Werdohl nicht vorbei. Russische Truppen zogen auf dem Weg nach Frankreich plündernd durch die Stadt und nötigten die Bauern, sie mit Fuhrwerk bis ins Bergische Land zu begleiten. Weiteren verbündeten Truppen mussten Unterkunft und Verpflegung geboten werden. Teile der Bevölkerung wurden in die Armee eingezogen. Dutzende Werdohler kamen bei Kämpfen ums Leben.
1815 wurde die Provinz Westfalen im Königreich Preußen gegründet, zu der Werdohl seitdem gehörte. Die Stadt wurde lange aus dem Amt Neuenrade verwaltet. Ende des 19. Jahrhunderts hatte Werdohl aber schon eine höhere Einwohnerzahl als alle anderen Gemeinden des Amtes zusammen. Der Versuch, den Amtssitz von Neuenrade nach Werdohl zu verlegen, scheiterte jedoch, und so wurde Werdohl am 1. Juni 1891 zu einem Amt mit eigener Gemeindeverwaltung erhoben. Am 19. April 1936 wurde Werdohl das Stadtrecht verliehen.

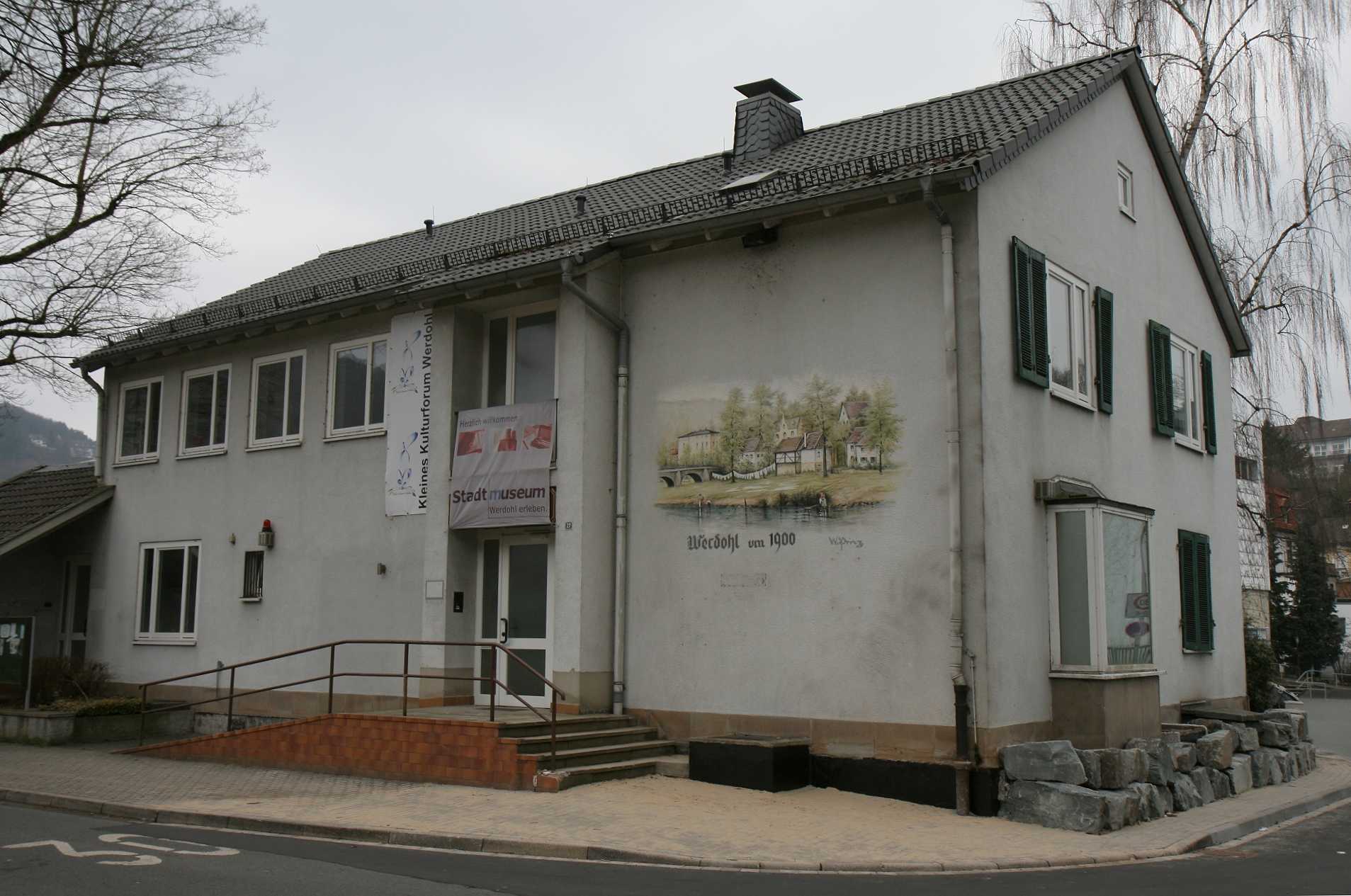
Ehemaliges Werdohler Stadtmuseum (2015 abgerissen)

Wirtschaftlich ging es Werdohl über Jahrhunderte nicht gut. Ackerbau und Viehzucht war in den engen Tälern nur schwer möglich. Eine 1630 entdeckte Solequelle brachte auch nicht den erhofften Aufschwung, zumal die Quelle gegen Ende des 18. Jahrhunderts versiegte.
Im 19. Jahrhundert begann der wirtschaftliche Aufschwung. Die Metallverarbeitung war der wichtigste Industriezweig. An vielen Stellen in der Region wurde Metall oberirdisch abgebaut, insbesondere im Versetal (zum Beispiel Bärenstein). Überall im Stadtgebiet entstanden Eisenschmieden und Hammerwerke. Hergestellt wurde Osemundeisen, welches für die Drahterzeugung sehr gut geeignet ist.
Die Drahtindustrie hat sich bis heute in der Stadt gehalten. Daneben entwickelten sich im Lauf der Jahre auch Betriebe der Stahl- und Aluminiumindustrie sowie Werke für die Herstellung von Eisenbahn- und Kraftwagenbedarf.
In den 1830er und 1840er Jahren wurde der Verkehr stark gefördert. 1832–1834 wurde die Straße nach Altena ausgebaut, 1844 nach Lüdenscheid und nach Rönkhausen. 1846 begannen die Planungen für die Bahnstrecke Hagen-Werdohl-Siegen (Ruhr-Sieg-Strecke). Der Bau der Strecke erfolgte 1861–1865. Dies führte zu einem industriellen Aufschwung und einer deutlichen Zunahme der Bevölkerung. Viele Familien aus katholischen Landesteilen wurden angesiedelt, so dass sich das Verhältnis der Konfessionen langsam annäherte.
Der Vorläufer der heutigen Realschule wurde 1869 als Candidatenschule gegründet. Das erste Krankenhaus entstand 1891 als evangelische Stiftung.
Am 18. April 1936 erhielt der Ort, anlässlich des zehnjährigen Bestehens der NSDAP-Ortsgruppe, die Stadtrechte. Vorher waren Schwimmbad und Krankenhaus vollendet worden.
Während des Zweiten Weltkriegs waren in Baracken auf dem Schützenplatz bis zu 1000 Zwangsarbeiter aus ganz Europa untergebracht. Sie arbeiteten in landwirtschaftlichen und metallverarbeitenden Betrieben (letztere waren kriegswichtig). Insbesondere die Gefangenen aus Osteuropa galten als niedere Rasse und wurden entsprechend schlecht behandelt. Mindestens 16 Arbeiter starben und wurden auf dem Waldfriedhof Dresel beigesetzt.
Am 13. April 1945 hatten deutsche Soldaten den Ütterlingser Tunnel und die Lennebrücke gesprengt. Der Unternehmer Alfred Colsman überzeugte den verantwortlichen Offizier abzuziehen und so Zerstörungen in Werdohl zu verhindern. Colsman nahm mit weißer Fahne Kontakt zu US-Truppen in Kleinhammer auf und überzeugte diese, dass die kampflose Besetzung Werdohls kein Risiko darstellte. Danach sprach er mit dem Kommandeur eines Panzerzuges in der Honselschen Fabrik, der Werdohl bis zum letzten Mann verteidigen wollte. Amerikanische Truppen rückten am 14. April 1945 in die Stadt ein. Werdohl wurde im Krieg kaum beschädigt. Sie wurde später dem britischen Ortskommando als Teil der britischen Besatzungszone unterstellt.
In den 1970er Jahren wurde die Innenstadt saniert und eine Fußgängerzone errichtet. Ab 1978 wurden Teile der Bahnhofstraße und der Freiheitsstraße für den Verkehr gesperrt. Dieser lief fortan über die Derwentsider Straße im Norden bzw. die Versestraße im Westen am Ortskern vorbei. Die Sanierung dauerte bis zur Mitte der 1990er Jahre.

### Eingemeindungen
Am 1. April 1936 wurde Dresel, das zur Gemeinde Nachrodt-Wiblingwerde gehörte, eingegliedert. Am 1. Januar 1969 erhielt Werdohl aus der ehemaligen Gemeinde Lüdenscheid-Land das Gebiet um Köllmannshorst, Brenge und Hölzerne Klinke.

### Einwohnerentwicklung
(ab 1998 jeweils zum 31. Dezember)
| Jahr | Einwohnerzahl |
| ---- | ------------- |
| 1870 | 3.486         |
| 1880 | 4.239         |
| 1890 | 5.643         |
| 1900 | 7.619         |
| 1910 | 9.820         |
| 1919 | 10.421        |

| Jahr | Einwohnerzahl |
| ---- | ------------- |
| 1925 | 12.253        |
| 1939 | 13.741        |
| 1946 | 17.208        |
| 1950 | 18.777        |
| 1960 | 21.901        |
| 1970 | 24.663        |

| Jahr | Einwohnerzahl |
| ---- | ------------- |
| 1980 | 21.796        |
| 1986 | 20.565        |
| 1998 | 22.050        |
| 2000 | 21.479        |
| 2002 | 20.980        |
| 2003 | 20.661        |

| Jahr | Einwohnerzahl |
| ---- | ------------- |
| 2004 | 20.434        |
| 2007 | 19.838        |
| 2011 | 18.351        |
| 2012 | 18.310        |
| 2013 | 18.073        |
| 2014 | 17.976        |

| Jahr | Einwohnerzahl |
| ---- | ------------- |
| 2015 | 18.002        |
| 2016 | 17.892        |
| 2017 | 17.833        |
| 2018 | 17.737        |
| 2019 | 17.657        |
| 2020 | 17.660        |

| Jahr | Einwohnerzahl |
| ---- | ------------- |
| 2021 | 17.727        |
| 2022 | 17.861        |
| 2023 | 17.801        |
| 2024 | 17.618        |

Werdohl ist die Stadt mit dem prozentual höchsten Ausländeranteil im Märkischen Kreis. Sie hatte im Mai 2011 mit 17,7 Prozent den vierthöchsten Ausländeranteil in Nordrhein-Westfalen.

### Konfessionsstatistik
Von den Einwohnern gehörten laut Zensus am 9. Mai 2011 37,7 % der evangelischen und 24,7 % der katholischen Konfession an. 37,5 % gehörten keiner oder einer anderen Konfession an oder machten keine Angaben. Laut Zensus 2022 stellen Menschen, die keiner der beiden großen christlichen Kirchen angehören, mit 53,5 % die Bevölkerungsmehrheit. Die Zahl der Protestanten und Katholiken ist demnach im beobachteten Zeitraum beträchtlich gesunken.
Es gibt die Eyüp Sultan Moschee der DITIB.

## Politik

### Gemeinderat und Bürgermeister
Der Rat der Stadt Werdohl setzte sich in den vergangenen Amtsperioden wie folgt zusammen:
| Datum der Ratswahl | SPD   | SPD   | CDU   | CDU   | FDP  | FDP   | Grüne | Grüne | UWG 2009 WBG1 | UWG 2009 WBG1 | Sonstige | Sonstige |
| ------------------ | ----- | ----- | ----- | ----- | ---- | ----- | ----- | ----- | ------------- | ------------- | -------- | -------- |
| Datum der Ratswahl | %     | Sitze | %     | Sitze | %    | Sitze | %     | Sitze | %             | Sitze         | %        | Sitze    |
| 15. September 1946 | 46,5  | 12    | 46,9  | 12    | –    | –     | –     | –     | –             | –             | 6,5      | –        |
| 17. Oktober 1948   | 44,8  | 06    | 49,2  | 07    | –    | –     | –     | –     | –             | –             | 6,0      | 1        |
| 25. Februar 1951   | 39,1  | 08    | 29,0  | 06    | 23,9 | 5     | –     | –     | –             | –             | 8,0      | 1        |
| 9. November 1952   | 40,5  | 10    | 33,1  | 08    | 18,2 | 5     | –     | –     | –             | –             | 8,2      | 1        |
| 28. Oktober 1956   | 48,6  | 15    | 31,9  | 09    | 19,5 | 6     | –     | –     | –             | –             | –        | –        |
| 19. März 1961      | 47,2  | 14    | 35,2  | 11    | 17,6 | 5     | –     | –     | –             | –             | –        | –        |
| 27. September 1964 | 51,6  | 16    | 35,5  | 11    | 12,9 | 4     | –     | –     | –             | –             | –        | –        |
| 9. November 1969   | 52,4  | 18    | 37,5  | 12    | 10,1 | 3     | –     | –     | –             | –             | –        | –        |
| 4. Mai 1975        | 47,0  | 19    | 38,2  | 15    | 09,1 | 3     | –     | –     | 5,7           | 2             | –        | –        |
| 30. September 1979 | 47,6  | 19    | 39,9  | 15    | 07,0 | 3     | –     | –     | 5,5           | 2             | –        | –        |
| 30. September 1984 | 53,0  | 21    | 39,8  | 16    | 07,2 | 2     | –     | –     | –             | –             | –        | –        |
| 1. Oktober 1989    | 53,6  | 21    | 36,6  | 14    | 09,8 | 4     | –     | –     | –             | –             | –        | –        |
| 16. Oktober 1994   | 53,4  | 18    | 35,0  | 12    | 06,0 | 2     | 5,6   | 1     | –             | –             | –        | –        |
| 12. September 1999 | 41,5  | 14    | 47,8  | 16    | 07,4 | 3     | 3,3   | 1     | –             | –             | –        | –        |
| 26. September 2004 | 41,6  | 14    | 46,7  | 16    | 11,7 | 4     | –     | –     | –             | –             | –        | –        |
| 30. August 2009    | 34,7  | 11    | 37,1  | 12    | 07,4 | 2     | –     | –     | 20,8          | 7             | –        | –        |
| 25. Mai 2014       | 38,4  | 12    | 41,5  | 13    | 04,8 | 2     | –     | –     | 15,3          | 5             | –        | –        |
| 13. September 2020 | 38,39 | 12    | 39,48 | 13    | 7,15 | 2     | –     | –     | 14,98         | 5             | –        | –        |

Quelle: Stadtverwaltung Werdohl

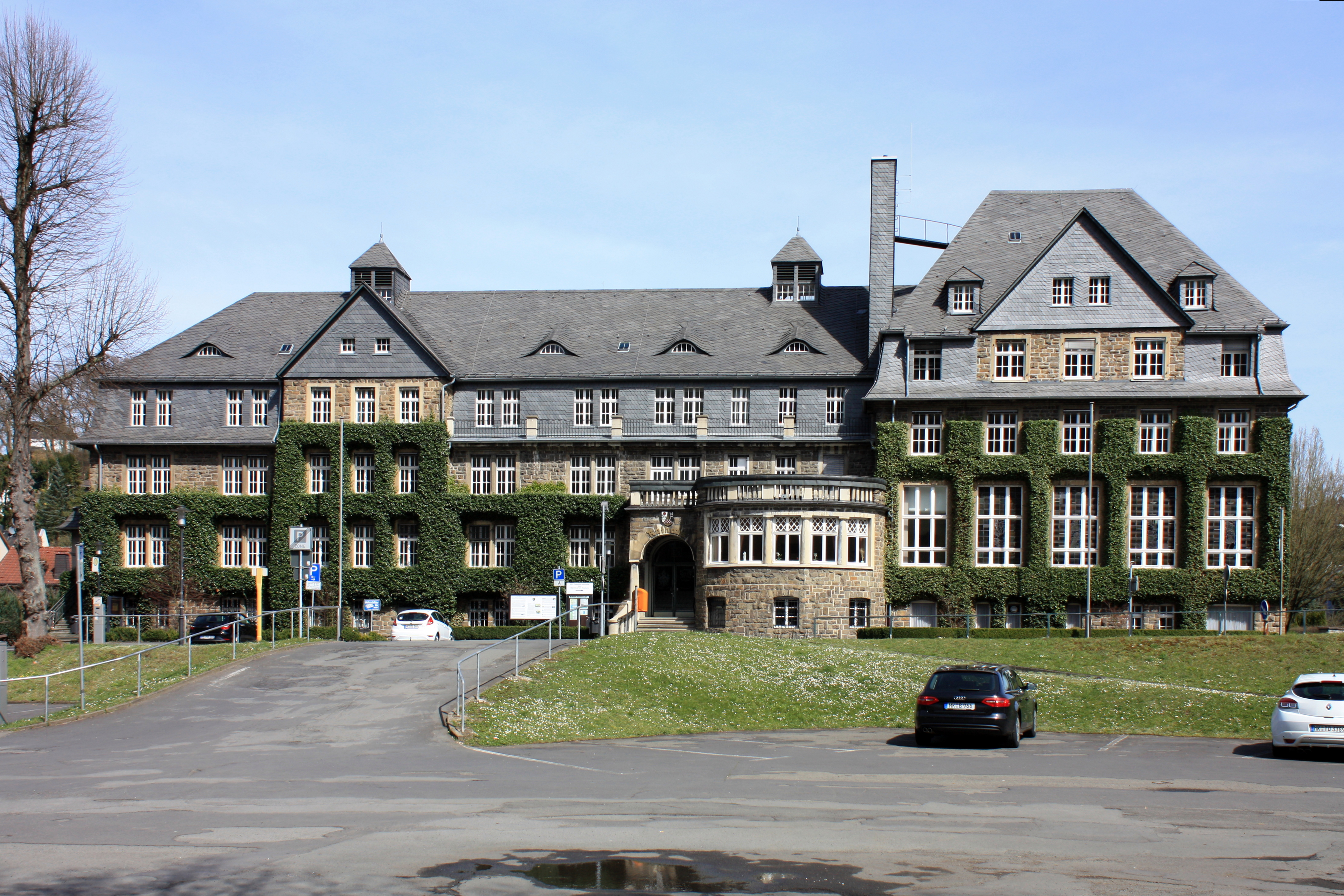
Rathaus, erbaut 1910–1912.

1 UWG: Unabhängige Wählergemeinschaft, WBG: Werdohler Bürgergemeinschaft.
Die Werdohler Bürgermeister nach dem Zweiten Weltkrieg waren:
- 14. April 1945 bis 18. April 1945: Kommerzienrat Alfred Colsman (kommissarisch)
- 18. April 1945 bis 14. Oktober 1945: Wilhelm Östreich (vom britischen Kommandanten eingesetzt)
- 24. Oktober 1945 bis 31. Januar 1946: Hans Born
- 31. Januar 1946 bis 20. Mai 1949: Heinrich Filthaus (SPD) (erster gewählter Bürgermeister)
- 20. Mai 1949 bis 13. Oktober 1950: Peterheinrich Kirchhoff (CDU)
- 31. Oktober 1950 bis 15. März 1951: Julius Häusler (Beauftragter für die Wahrnehmung der Geschäfte der Gemeindevertretung der Stadt Werdohl)
- 15. März 1951 bis 10. Februar 1952: Clamer Schmidt (CDU)
- 7. März 1952 bis 15. Dezember 1953: Anton Assmann (CDU)
- 15. Dezember 1953 bis 6. Dezember 1954: Wolfram Dorn (FDP)
- 6. Dezember 1954 bis 20. November 1955: Anton Assmann (CDU)
- 29. November 1955 bis 8. November 1956: Otto Hagedorn (FDP)
- 8. November 1956 bis 6. April 1961: Günther Trommer (SPD)
- 6. April 1961 bis 9. April 1963: Herbert Remmel (CDU)
- 9. April 1963 bis 9. Oktober 1964: Wolfgang Roethig (FDP)
- 9. Oktober 1964 bis 11. April 1965: Josef Kranz (SPD)
- 12. April 1965 bis 20. Mai 1975: August Solmecke (SPD)
- 20. Mai 1975 bis 19. September 1997: Hans Pfeifer (SPD)
- 23. September 1997 bis 30. September 1999: Ulrich Hopmann (SPD)
- 1. Oktober 1999 bis 12. Oktober 2004: Manfred Wolf (parteilos)
- 13. Oktober 2004 bis 26. Oktober 2009: Jörg Bora (parteilos)
- 26. Oktober 2009 bis 18. Juni 2014: Siegfried Griebsch (SPD)
- 19. Juni 2014 bis 31. Oktober 2020: Silvia Voßloh (CDU)
- ab 2. November 2020: Andreas Späinghaus (SPD)[18]

Bis 1999 nahmen die Bürgermeister ihre Tätigkeit ehrenamtlich wahr. Manfred Wolf, bis 1999 Stadtdirektor der Stadt, wurde der erste hauptamtliche Bürgermeister, als die beiden Ämter Stadtdirektor und Bürgermeister verschmolzen wurden.

### Wappen
| Wappen der Stadt Werdohl | Blasonierung Im weiß und schwarz gespaltenen Schilde eine bis zum Schildrande aufsteigende eingebogene goldene Spitze, oben rechts eine rote Rose mit grünen Blättern, links eine senkrecht gestellte silberne Kette mit 3 runden Ringen, bei denen der obere und untere Ring offen sind; die Spitze überquert von dem in drei Reihen von Silber und Rot geschachteten Balken der Grafen von der Mark. Beschreibung Das Wappen zeigt heraldisch rechts eine rote Rose auf silbernem Grund, ein Symbol aus dem Kirchensiegel Werdohls. Links befinden sich drei silberne Kettenglieder auf schwarzem Grund, dies steht für die Familie von Neuhoff. Im unteren Bereich ist das Wappen der Grafschaft Mark, der rot-silberne Schachbrettbalken auf goldenem Grund. Das Wappen wurde 1929 von Otto Hupp entworfen und von der Gemeindeversammlung am 29. August 1929 beschlossen. Erst später fiel auf, dass das Wappen von höherer Stelle genehmigt werden muss. Dies wurde am 16. Januar 1935 erteilt. |

### Städtepartnerschaften
Seit dem 10. August 1990 besteht eine Städtepartnerschaft mit der Stadt Stavenhagen in Mecklenburg-Vorpommern.
Die Partnerschaft mit dem englischen District of Derwentside bestand in der Zeit vom 6. April 1975 bis 1. April 2009. Seit der Verwaltungsstrukturreform am 1. April 2009 ist der District of Derwentside abgeschafft worden. Der Förderverein Derwentside / Werdohl besteht dennoch fort, hält und pflegt die in der Zeit der Städtepartnerschaft entstandenen Kontakte und Beziehungen.

## Kultur und Sehenswürdigkeiten

### Schutzgebiete für die Natur
Das Stadtgebiet gehört zum Naturpark Sauerland-Rothaargebirge. Flächen außerhalb der bebauten Ortsteile und des Geltungsbereichs eines Bebauungsplans sind als Landschaftsschutzgebiet ausgewiesen, sofern kein höherer Schutzstatus wie beispielsweise Naturschutzgebiet (NSG) besteht. Im Stadtgebiet wurden nur das Naturschutzgebiet Lennestau in Werdohl-Lengelsen/Wilhelmstal und das Naturschutzgebiet Eschmecke-Hückenstein ausgewiesen.

### Kulturelle Einrichtungen

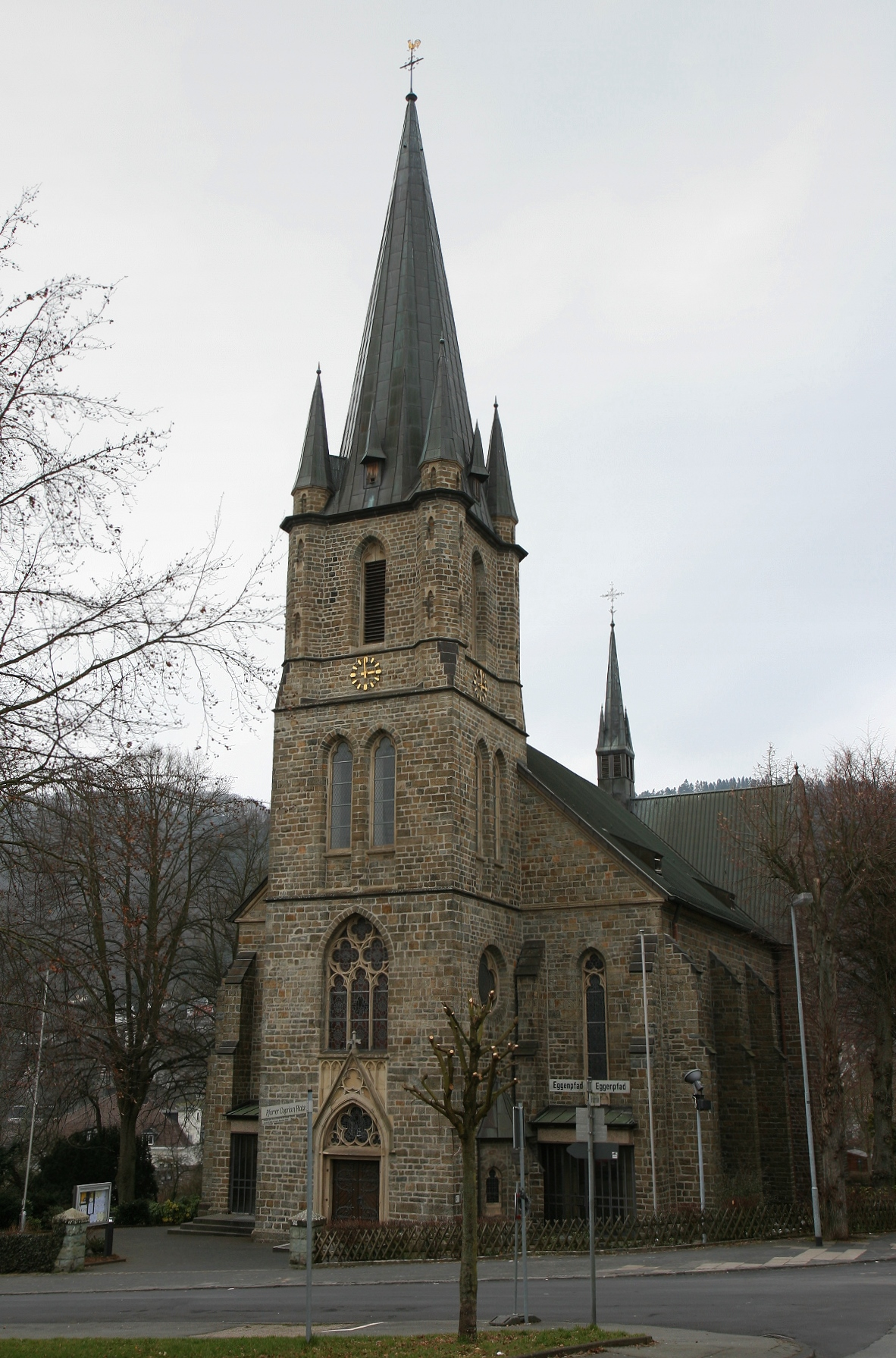
St. Michael

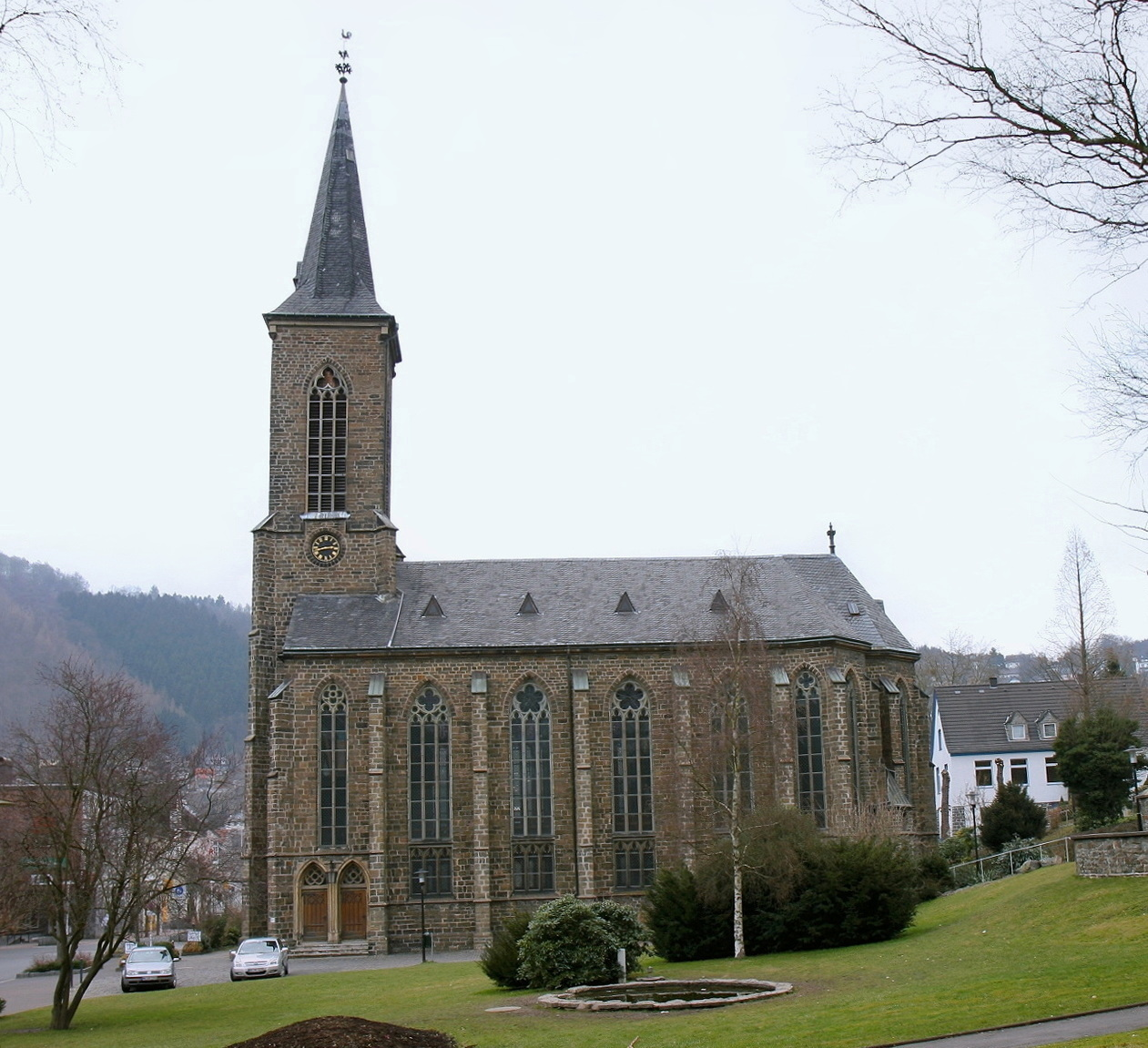
Christuskirche

Werdohl verfügt über ein Heimatmuseum – das „Stadtmuseum Werdohl“ –, das nach einer Neukonzeption im Februar 2004 wiedereröffnet wurde und sich der lokalen Geschichte widmet. In vier Themenbereichen geht es um die Entwicklung des Verkehrs, der Kirche und Verwaltung, der Eisen- und Drahtverarbeitung und Schwerindustrie sowie der Alltagskultur.
1940 wurde der Werdohler Kulturring gegründet, der diverse Kulturveranstaltungen in Werdohl organisiert. Regelmäßig fanden Theatervorstellungen im Parktheater am Eggenpfad statt, das aber 1976 abgerissen wurde. 1978 wurde dafür der Festsaal am Schulzentrum Riesei ausgebaut, der dann für Kulturveranstaltungen (Theater, Musik) genutzt werden konnte. Er bietet 800 Personen Platz.
1948 wurde die Volkshochschule, 1963 die Musikschule Lennetal gegründet. 1976 wurde die Volkshochschule mit den Schulen der Nachbarstädte zur Volkshochschule Lennetal zusammengeschlossen. Die Zentrale liegt in Werdohl.
Die Stadtbücherei hat nach mehreren Umzügen seit 1980 ihr Domizil an der Freiheitstraße. Der Großteil der Medien sind Sachbücher. In den Räumen der Stadtbücherei finden auch Dichterlesungen statt.
Seit Ende 2017 wird vor Ort von einem Trägerverein die Sammlung Luftfahrt.Industrie.Westfalen aufgebaut. Innerhalb kürzester Zeit hat sie sich zu einer wissenschaftlich bedeutenden und größten Spezialsammlungen zur Vor- und Frühgeschichte der Aluminiumverarvbeitung und der damit verbundenen Entwicklung der (Zeppelin-)Luftschifffahrt entwickelt. Das langfristige Ziel des Trägervereins ist der Aufbau eines Museums in der ehemaligen Fabrik Carl Berg im Ortsteil Eveking im Versetal, der Wiege der Aluminiumverarbeitung im damaligen Deutschen Reich.

Die Sammlung ist nach Absprache öffentlich zugänglich, zurzeit steht sie aber bevorzugt für Wissenschaft und Forschung zur Verfügung.

### Bauwerke
Sehenswert ist das Rathaus in neubarockem Stil, das 1910–1912 erbaut wurde. Ursprünglich diente es als Ledigenheim eines Industriebetriebes.
Der Busenhof ist ein nach dem Stadtbrand von 1822 erbautes klassizistisches Bürgerhaus, es steht unter Denkmalschutz. Der Vorgänger des Gebäudes gehörte im 17. Jahrhundert zu den schönsten Häusern Werdohls und war im Besitz der Familie Buse. Der Hof war einer von drei Höfen, auf deren Grund das Dorf Werdohl entstand. Er lag in der Nähe der Furt, hier stand auch eine Kirche, der Platz ist heute der Friedrich-Keßler-Platz. Die frühere Geländeerhöhung ist kaum noch wahrnehmbar. Das neue Haus ist zweigeschossig und hat ein Krüppelwalmdach, das mit Pfannen gedeckt ist. Es hat die typischen Formen eines Reidemeisterhauses und fügt sich harmonisch in das Stadtbild ein. Vor der Restaurierung im 20. Jahrhundert waren noch die Umrisse des ehemaligen Einfahrtstores in Wagenbreite zu sehen, daneben waren Ringe zum Anbinden der Pferde angebracht. Die Fassade zu acht Achsen wurde verputzt. Das Gebäude besitzt ein umlaufendes Kranzgesims. Ein klassizistisches Türgestell mit zweiflügeliger Kassettentür mit sog. „a-jour-Gittern“ bildet den Hauseingang. Die Fenster bekamen Schlagläden.
Das Bahnhofsgebäude hat eine neubarocke Empfangshalle mit Risaliten und großräumig gliedernden Säulen im Eingangsbereich. Zur Entstehungszeit Ende des 19. Jahrhunderts war es üblich, der wirtschaftlichen Entwicklung entsprechend größere Bahnhöfe zu errichten. Das Gebäude war ursprünglich aufgeteilt in die Funktionsbereiche Empfangshalle, Gaststätte, Verwaltung und technische Einrichtungen.
Sehenswerte Kirchen sind die 1901 eingeweihte katholische Pfarrkirche St. Michael, die wesentlich größer ist als die ältere katholische Kirche, und die 1866–1868 erbaute evangelische Christuskirche. Erwähnenswert ist ebenfalls die kleine katholische Pfarrkirche St. Petrus Canisius im Ortsteil Eveking. Der Bau von 1972 stellt ein zeltartiges Pentagon dar und wurde an die alte Kirche von 1927 angebaut, die daraufhin ihre Funktion verlor und zum Pfarrsaal umgebaut wurde.
Die ehemalige Kilianskirche war die Vorgängerkirche der Christuskirche. Das Haupt- und Backhaus von Gut Eicken wurde 1984 in die Liste der Baudenkmäler aufgenommen.
Im Ortsteil Eveking im Werdohler Versetal befindet sich die in ihren Grundzügen bis heute nahezu unverändert erhalten gebliebene industrie- und technikgeschichtlich bedeutende Fabrikanlage der ehemaligen Firma Carl Berg. Dort wurde Anfang der 1890er Jahre erstmals aus der Schweiz bezogenes Aluminium im industriellen Maßstab im damaligen Deutschen Reich verarbeitet. Der Lüdenscheider Industrielle Carl Berg (1851–1906) suchte, bedingt durch die hohen Strafzölle auf Eisenprodukte, neue Metalle und Absatzmärkte. In Eveking wurden auch die grundlegenden Konstruktionsleistungen der Luftschiffsysteme David Schwarz und Graf Zeppelin gelegt.

Von Versetal ausgehend entwickelte sich innerhalb nur weniger Jahre die deutsche Aluminiumindustrie zur europaweit führenden, dieser Status bestand bis zum Kriegsbeginn 1914. Besonders die Firmen Berg und Basse & Selve haben darüber hinaus wichtige metallurgische Grundlagenforschung betrieben und die neue Aluminiumindustrie über Jahrzehnte maßgeblich geprägt.

### Regelmäßige Veranstaltungen
Am ersten Juniwochenende findet das vor allem von den örtlichen Vereinen getragene Werdohler Stadtfest statt. Am ersten Juli-Wochenende findet jährlich von Freitag bis Montag das Schützenfest des Werdohler Schützenvereins statt. Mit dem Internationalen Schwimmfest des SV 08 Werdohl endet Anfang September traditionell die Saison im Freibad Ütterlingsen. Weitere Veranstaltungen sind der Bauernmarkt und „Werdohl international“.

## Wirtschaft und Infrastruktur

### Wirtschaft

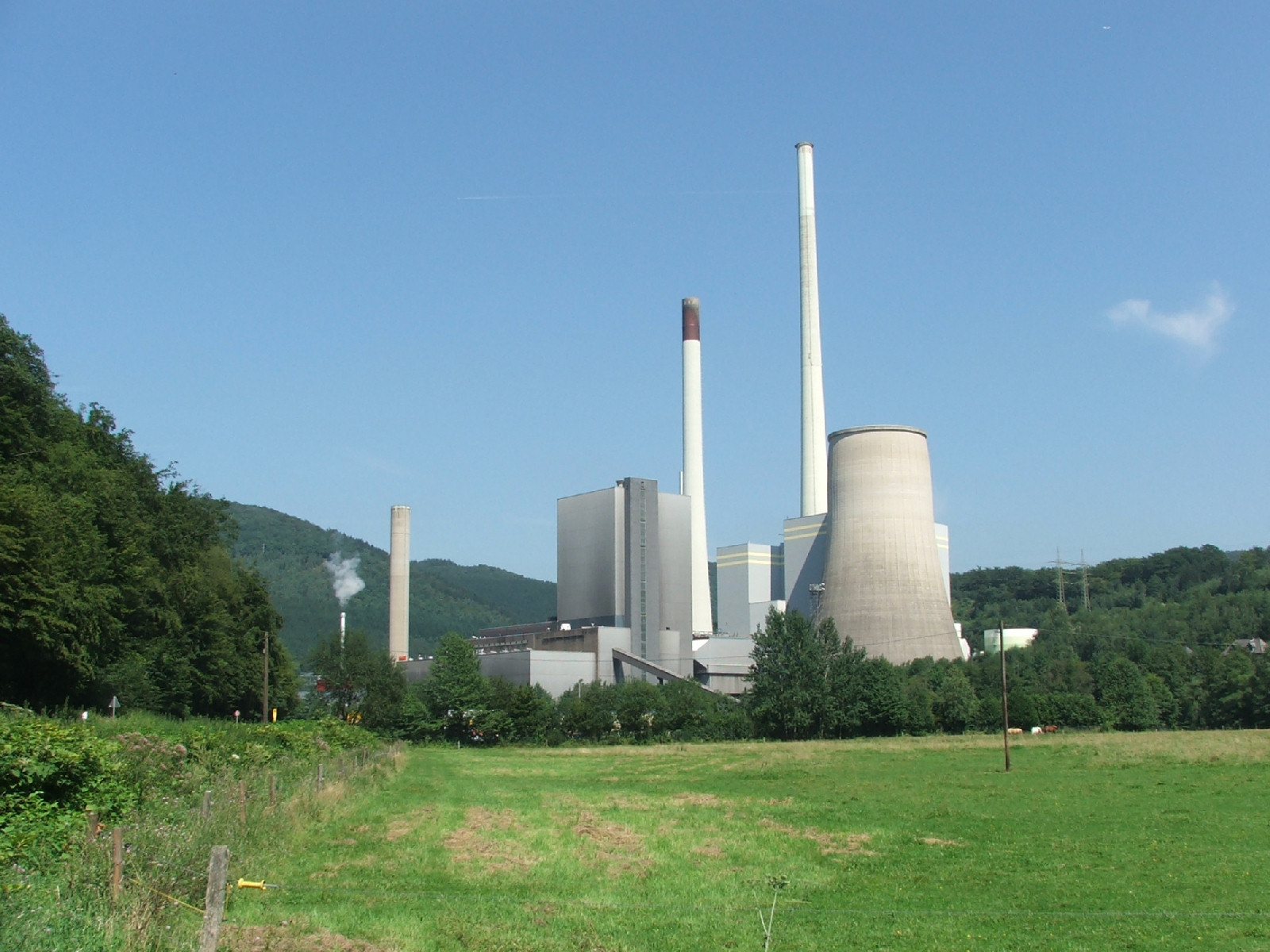
Kraftwerk Werdohl-Elverlingsen

Bis Mitte des 19. Jahrhunderts war Werdohl überwiegend landwirtschaftlich geprägt. Dies änderte sich mit dem Bau der Ruhr-Sieg-Eisenbahn. Diese wurde Auslöser der industriellen Entwicklung des Ortes. In der Gegenwart ist Werdohl stark industriell-gewerblich geprägt. Wichtig ist vor allem die stahlverarbeitende Industrie sowie die Eisen- und Metallverarbeitung. Im Jahr 2006 waren in Werdohl 6219 sozialversicherungspflichtig Beschäftigte gemeldet, davon arbeiteten 3539 im verarbeitenden Gewerbe. Im Dienstleistungsbereich waren es 1545, und 699 waren im Handel tätig.
Der größte Arbeitgeber der Stadt ist die VDM Metals Group, die Nickelwerkstoffe und Sonderedelstähle herstellt. Weitere Automobilzulieferer sind die Schaeffler Engineering GmbH, ehemals AFT Atlas Fahrzeugtechnik GmbH (u. a. Messtechnik, Entwicklungssteuergeräte, Softwareentwicklung und Fahrzeugakustik) und ATS Stahlschmidt & Maiworm GmbH (Herstellung und Vertrieb von Leichtmetallrädern). Weitere große Metallbetriebe sind die KRACHT GmbH für hydraulische Komponenten (Pumpen, Motoren, Zylinder, Ventile, Systeme, Volumenstromzähler), die Vossloh AG als Verkehrstechnologie-Konzern mit Schwerpunkt Eisenbahn sowie die Walter Stauffenberg GmbH & Co. KG (Entwicklung, Herstellung und Vertrieb von Fluidtechnik-Komponenten für den Maschinen- und Anlagenbau unter der Markenbezeichnung STAUFF) und die Rötelmann GmbH (Absperr- und Steuertechnik, Herstellung von Wasserhähnen). Erwähnenswert sind weiterhin die Constantia Aloform GmbH, die Verpackungen aus Aluminium herstellt, und der internationale Maschinenbauer Brinkmann Pumps.
Aus anderen Branchen finden sich das Kraftwerk Werdohl-Elverlingsen der Mark-E und der Entsorgungsfachbetrieb A. Menshen GmbH & Co. KG (Betrieb gemäß § 52 KrW-/AbfG).

### Osemundhämmer im ehemaligen Kirchspiel Werdohl

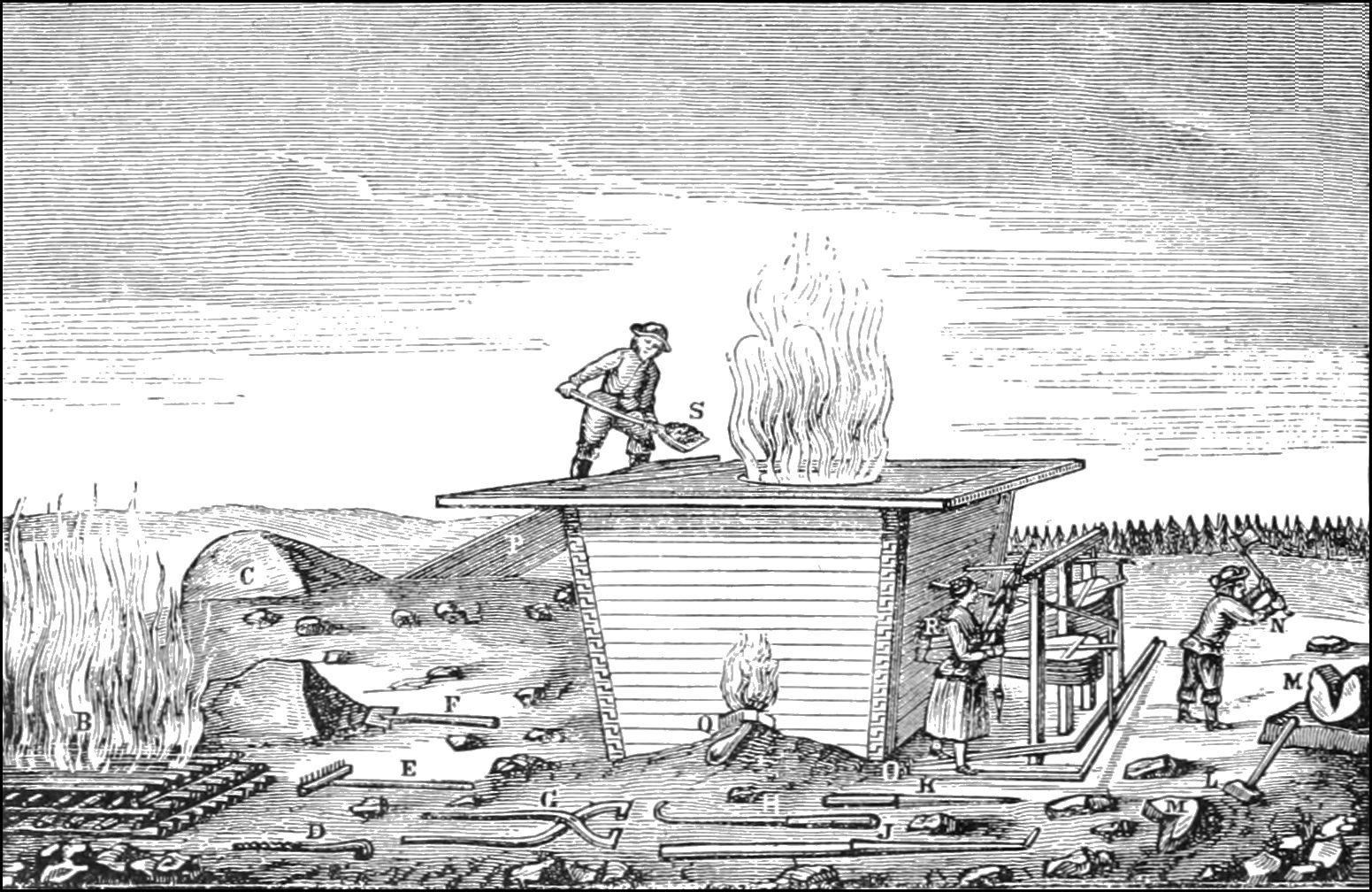
Darstellung eines Osemundhammers

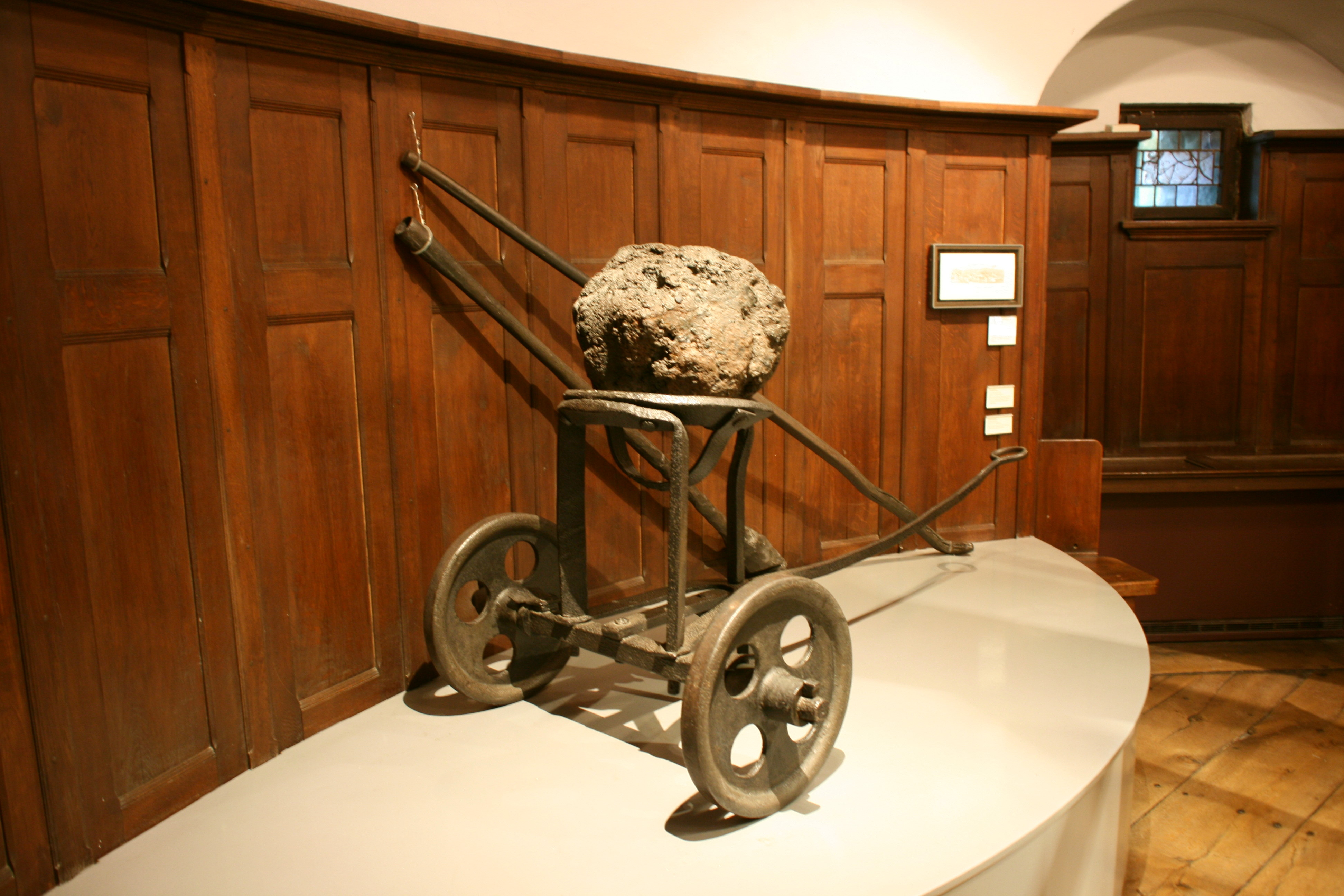
Ein Klumpen Osemund

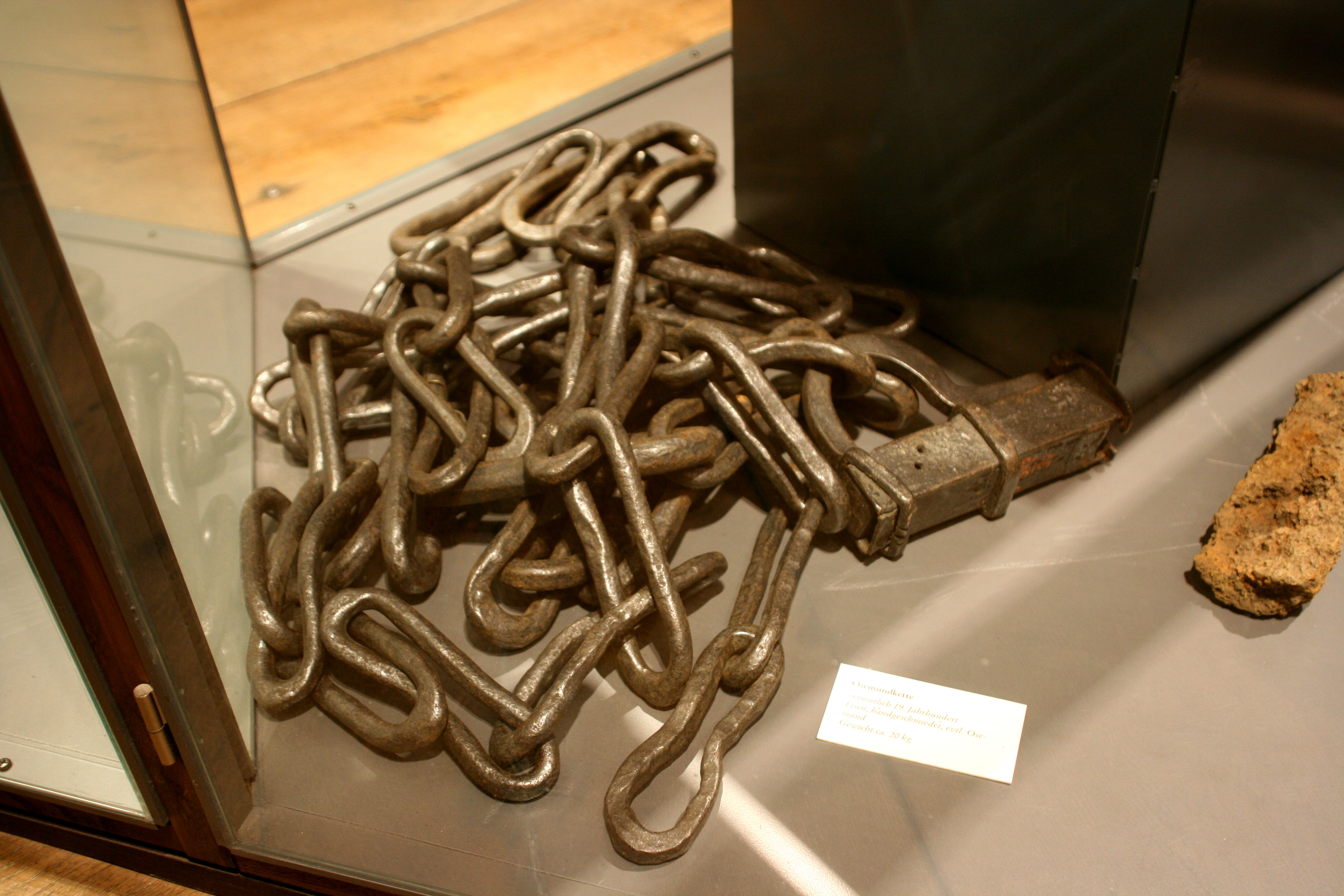
Kette aus Osemund

Im 17. und 18. Jahrhundert war der Osemund von großer wirtschaftlicher Bedeutung für das Märkische Sauerland. Da für die Bevölkerung die Einnahmen aus der Landwirtschaft nicht auskömmlich waren, diente das Osemundgewerbe als zusätzliche Einnahmequelle. Die Menschen arbeiteten als Osemundschmied, Köhler oder Fuhrmann. Der Osemund war in dieser Gegend der einzig verfügbare Rohstoff für die Fertigung von Draht. Die Drahtfertigung erfolgte überwiegend in Lüdenscheid und Altena. Der Osemund war ein zähes, weiches und gut schmiedbares kohlenstoffarmes Eisen, das relativ teuer war. Die Drahtreidemeister in Altena versuchten ihn erfolglos durch andere Eisensorten zu ersetzen. Zu Anfang des 17. Jahrhunderts gingen die Vorräte an einheimischen Erzen zur Neige, also wurde Roheisen mit den gewünschten Eigenschaften aus dem Siegerland und dem Bergischen Land herangeholt. Das Roheisen wurde in einem Frischverfahren entkohlt und danach zu dünnen Stangen geschmiedet, die ein Gewicht von etwa 5 kg hatten und um die zwei Meter lang waren. Diese Stangen dienten zur Drahtherstellung, im Gegensatz dazu gab es ab etwa 1720 auch Knüppelosemund, der auch Knüppeleisen genannt wurde. Aus diesen 10 bis 15 kg schweren und etwa 1 Meter langen Knüppeln wurde Bleche, Schaufeln und andere Breitewaren hergestellt. Ab 1559 unterlag die Neuanlage von Osemundhämmern strengen Beschränkungen. Johann Leopold von Neuhoff zum Neuenhof, Drost der Ämter Altena und Iserlohn, stellte 1675 ein Verzeichnuß, wieviel Osemundts-Wercke in dem Ampt Altena und Neuenrade seindt, und wer dieselbe im Gebrauch hat. Hier sind die Besitzer von sieben Osemundhämmern im Kirchspiel Werdohl verzeichnet. In einem Quotisationplan von 1755 sind für das märkische Sauerland 77 Osemundhämmer mit 88 Feuern verzeichnet. Somit waren 11 Hämmer doppelte Hämmer mit zwei Geschlägen und zwei Feuern.

#### Doppelter Dornwerther Osemundhammer
Franz zu Rentrop wurde 1675 als Besitzer von zwei Hämmern genannt, bei denen es sich nur um den Dornwerther Hammer handeln kann, da die anderen Hämmer in Werdohl eindeutig den jeweiligen Benutzern zugeordnet werden können. Der Besitz der Familie Rentrop ist seit 1753 urkundlich nachweisbar. Franz zu Rentrup, der sich selbst Franz Lüttringhaus nannte, hatte die Söhne Moritz zu Rentrup, Caspar Lüttringhaus und Johann Peter Rentrop waren Osemundreidemeister. Caspar Adrian Rentrop wurde 1733 erstmals als Reidemeister genannt. Sein Vater war vermutlich ein Sohn oder Enkel des Moritz zu Rentrop, der Name ist nicht überliefert. Caspar Adrian Rentrop starb 1754, sein Sohn Caspar Jacob Rentrop wurde 1755 mit dem Zusatz et Consorten als Reidemeister erwähnt. Die Brüder Johann Peter und Caspar Jacob, sowie deren Schwager Johann Peter Geck, sind 1759 und 1766 als Besitzer belegt. Bis in die Mitte des 19. Jahrhunderts blieb der Hammer im Familienbesitz, wurde zu der Zeit aber schon nicht mehr als Osemund, sondern als Reckhammer betrieben. Insgesamt acht Nachfolgegenerationen des Franz zu Rentrop betrieben den Hammer. Bis 1930 wechselten mehrfach die Besitzer und die Namen und dann wurden mehrere Werke  VDM Vereinigte Deutsche Metallwerke AG zusammengefasst. Der Hammer wurde später als Kupferhammer betrieben und Mitte der 1970er Jahre abgebrochen. Nach den Plänen dieses Werkes wurde der Kupferhammer im LWL-Freilichtmuseum Hagen nachempfunden.

#### Der Ottersheimer oder Alte Osemundhammer
Der Ottersheimer oder Alte Osemundhammer befand sich im heutigen Ortsteil Kleinhammer an der unteren Verse, er wurde in späteren Urkunden auch als Mersheimer Hammer bezeichnet. In den 1950er Jahren wurde auf dem Gelände die Firma Brinkmann Pumpen errichtet. Der Marschall Wilhelm von Neuhoff-Ley errichtete das Werk am Ende des 16. Jahrhunderts, der Herzog Johann Wilhelm gab ihm im Oktober 1597 die Genehmigung. Der Herzog befahl, bei Widerspruch der Untertanen, den Bau zu stoppen. Widerspruch regte sich allerdings nicht und so wurde der Hammer für 500 Reichstaler errichtet. Neuhoff-Ley besaß das adelige Gut Wintersohl, er war ein vermögender Mann. Das Haus Pungelscheid war ebenfalls durch Heirat in seinen Besitz gelangt. In den nächsten Jahren war der Hammer wohl im Besitz des Hauses Pungelscheid er ist noch in der ersten Hälfte des 18. Jahrhunderts für die Familie nachweisbar. Vermutlich in den 1730er Jahren musste der Hammer wegen des Vermögensverfalles der Familie an Caspar Adrian Rentrop verkauft. Der Joh. Adolph Cramer et Consorten wurde 1755 als Besitzer genannt. Der Hammer produzierte zu dieser Zeit etwa 110 Karren Osemund und gehörte zu den großen Anlagen. Ab 1766 trug die Anlage den Namen Alter Doppelter Osemundhammer. Bis zum Auslaufen der Osemundproduktion in der Mitte des 19. Jahrhunderts waren die Familien Spannagel zu Wehberg, Cramer und Geck zu Brunscheid Eigentümer.

#### Der Solmecker oder Kleine Osemundhammer
Der Solmecker oder Kleine Osemundhammer stand an der Verse, er gab dem Ortsteil Kleinhammer seinen Namen. Aus diesem Hammer entstand die Metallwarenfabrik Colsman & Co.
Der Hammer wurde vermutlich kurz nach 1663 errichtet. In einem Schreiben an den Kurfürsten beschwerte sich die Witwe des Marscherell, Clara Pfreundt auf Grimminghausen, über etliche Übergriffe des Drosten Dietrich Stephan von Neuhoff zu Pungelscheid. In einem weiteren Abschnitt des Schreibens steht, der Droste habe ihr den Bau eines Hammers an der Solmecke untersagt, er habe allerdings vor einigen Wochen selbst einen Hammer an diesem Bach errichtet. Der Solmecker Hammer stand direkt oberhalb der Einmündung der Solmecke in die Verse, die zwei Hammerteiche lagen oberhalb des Glaswerkes. Später entstand aus einem der Teiche eine Badeanstalt. Die Wasserzufuhr und damit auch die Kapazität des Hammers wurde 1743 wesentlich verbessert, indem statt der Solmecke die Verse auf den Hammer geleitet wurde. Die ehemaligen Besitzer von Neuhoff mussten 1747 die Anlage wegen des Vermögensverfalles an Caspar Adrian Rentrop für 1400 Reichstaler verkaufen. 1750 wurde der Hammer versteigert, der Name des neuen Besitzers ist nicht überliefert, 1755 wurde der Commissions-Rath Hopmann aus Kleve als Eigentümer genannt, für 1766 ist Christoph Trimpop als Pächter und Osemundreidemeister erwähnt. Nach dem Ende der Osemundfertigung betrieben Lewin aus Neuenrade und Peter Geck aus Kleinhammer hier eine Metallwarenfabrik, Lewin trat 1859 aus, Geck verkaufte 1860 an Johann Friedrich Colsman aus Barmen.

#### Die zwei Osemundhämmer am Mühlhofer Bach
Der kleine Mühlhofer Bach fließt von Heedhof kommen zwischen Husberg und Lengelsen gegenüber von Wilhelmstal. Er mündet von Süden her in die Lenne, hier befanden sich zwei kleine Osemundhämmer. In dem Verzeichnis von 1675 werden Herr Anwalt in dem Möllenhoff 1 Werk; Tönnes Goecke zu Altena als Eigentümer genannt. Der märkische Anwalt war der Geheime Regierungsrat und Rentmeister Stephan Johann Holtzbrink aus Altena, er gehörte zu den ranghöchsten Beamten im Amt Altena. Die Familie Geocke hingegen gehörte zu den Honoratiorenfamilien in Altena, aus dieser Familie stammten auch einige Drahreidemeister. Der Unterste Osemundhammer am Mühlhofer Bach stand direkt oberhalb des ehemaligen Mühlhofes, einer Domäne des Landesherren. Der Oberste Osemundhammer am Mühlhofer Bach befand sich im Besitz der Familie Holtzbrinck, 1675 wurde er als Besitz des Anwaltes Holtzbrinck erwähnt. Der Hammerbetrieb wurde Ende des 19. Jahrhunderts eingestellt. Die Wasserkraft war gering und die Verkehrslage ungünstig. Eine andere Verwendung bot sich nicht an. Die Gebäude verfielen, alles noch Verwendbare wurde ausgebaut. Eine neue Bebauung des Geländes erfolgte nicht. Die beiden Hammerteiche sind noch erkennbar und auch Reste der Mauer zum Damm hin sind erhalten.

### Wiege der deutschen Aluminiumverarbeitung
Die Wiege der deutschen Aluminiumverarbeitung liegt in den Ortsteilen Eveking und Bärenstein im Versetal zwischen Werdohl und Lüdenscheid. Zunächst beschäftigte sich der Lüdenscheider Industrielle Carl Berg Anfang der 1890er Jahre in Eveking mit der Aluminiumverarbeitung, nur kurze Zeit später auch Gustav Selve in Bärenstein, nur wenige Kilometer verseaufwärts in Richtung Lüdenscheid. Die beiden Unternehmen fusionierten später und gingen über Zwischenstationen in der heutigen VDM Metals auf.
Sowohl Berg als auch Selve verarbeiteten nicht nur das von der Aluminium-Industrie-Aktiengesellschaft aus der Schweiz bezogene Rohaluminium, beide Firmen forschten auch metallurgisch sehr erfolgreich und entwickelten zahlreiche neue Legierungen.
Darüber hinaus wurden von den beiden Unternehmen im Städtedreieck Altena – Lüdenscheid – Werdohl zwischen 1890 und 1910 die drei erfolgreiche Luftschiffsysteme David Schwarz, Graf Zeppelin und Oskar Erbslöh maßgeblich konstruktiv entwickelt. Das Werdohler Versetal wurde somit auch noch zur ersten bedeutenden Entwicklungsstätte von Spezialmotoren und Kühler für die Luftfahrt- und Automobilindustrie und damit zum ersten wirklich bedeutenden Technologiezentrum der Luftfahrtindustrie im Deutschen Reich. Von dort ausgehend entwickelte sich die deutsche Aluminiumindustrie bis zum Beginn des Weltkrieges zur leistungsfähigsten Europas.
Die beiden industrie- und technikhistorisch bedeutenden Werkanlagen sind noch in weiten Teilen in ihren Ursprüngen erhalten, eine angemessene Erinnerung an diesen ehemaligen Hochtechnologiestandort bleibt aber weitestgehend aus.

### Salzgewinnung
Auch in Werdohl wurde in bescheidenem Maße Salz hergestellt; die Salzquelle befand sich am rechten Lenneufer, ungefähr in der Nähe der Eisenbahnbrücke am Scherl. „Eine unbeträchtliche Salzquelle liegt bey Werdohl, eine halbe Meile von Altena nahe am Ufer der Lenne. Aus Mangel des Holzes wird nur eine Siedepfanne unterhalten, und das daselbst gesottene Salz größtentheils in der Wetterau abgesetzt. Merkwürdig ist, daß die Quelle in einem Ganggebürge, und mitten im Bett der Lenne eine der Quellen aus einem Felsen hervorsprudelt.“ Für 1629 ist ein dreilöthig Wasser belegt; das bedeutet drei Lot Salz auf einen Liter Wasser. Trotz der schweren Zeiten wegen des Dreißigjährigen Krieges wurde ein Salzwerk in Betrieb genommen. In der Nähe befand sich die Lennebrücke, die von den verschiedenen Truppen benutzt wurde. Die Soldaten plündert mehrfach das Salzwerk. 1933 zerstörte ein Feuer das Werk und ein Jahr später wurden die verbliebenen Mauern durch eine Überschwemmung niedergerissen. Um die Sole nutzbar zu halten, wurde 1934 ein Gradierhaus errichtet. Das Unternehmen hatte wegen des landesherrlichen Salzmonopols der Saline Sassendorf erhebliche Schwierigkeiten, das gewonnene Salz abzusetzen. Das Salz wurde überwiegend außerhalb der Brandenburger Lande abgesetzt und war außerdem mit dem Zehnten belastet. Der Salzzehnte betrug um 1680 durchschnittlich 40 Reichstaler pro Jahr; das Werk geriet in finanzielle Schwierigkeiten. Nach langen Verhandlungen erreichten die Gewerken, die sich weigerten, weiterhin den Zehnt zu zahlen, die Niederschlagung und außerdem die Rückzahlung der schon gezahlten Gelder. 1743 wurde dem Werk der Export in das Ausland gestattet; ein Salzseller (Einnehmer der Salzsteuer) nahm an der Werdohler Brücke den Salzzehnten in natura in Empfang. Das brachte wieder wirtschaftliche Schwierigkeiten für das Salzwerk, da das Salz aus Unna billiger war. Auf Antrag der cleve-märkischen Kammer wurde diese Maßnahme wieder zurückgenommen. Der Salzgehalt der Werdohler Quelle wurde immer geringer, so dass eine wirtschaftliche Salzgewinnung nicht mehr möglich war. Zum Ende des 18. Jahrhunderts wurde der Betrieb eingestellt. Das Gradierhaus verfiel, die Quelle wurde bei späteren Straßenbauarbeiten verschüttet. Das Werk stand in der Feldflur op der Soalt Süh, wo später die Gebäude der Firma Schmiedag gebaut wurden. Der Pionier der westfälischen Industrie Friedrich Harkort rief die Werdohler auf, ein zeitgemäßes Solebad zu schaffen und zu betreiben; allerdings verhallte diese Aufforderung an den märkischen Unternehmergeist. Einige Familiennamen wie Sälter, Selter erinnern noch heute an die ehemalige Salzgewinnung.
1920 wurde beim Ausbau des Wasserwerkes Altena in den alluvialen Kiesen und Schottern des Bettes der Lenne, bei Vertiefungen von Brunnen, ein weiteres Vorkommen gefunden. Unterhalb von Elverlingsen am Stortel trat im devonischen Felsenuntergrund an verschiedenen Stellen Sole aus. Der Salzgehalt war nicht von großer Bedeutung, vermutlich handelt es sich um Salzlösungen, die aus der nördlichen Gegend von Unna stammen, die durch Spaltengänge bis in das Lennetal vordrangen.
Trivia: In der Mitte des 20. Jahrhunderts versuchte ein als Sonderling bezeichneter Mann aus Werdohl die Solevorkommen wieder zu benutzen. Er versuchte die Salzquellen anzubohren, jedoch an der falschen Stelle; trotzdem wähnte er sich auf dem richtigen Wege. Eines Tages verkündete er das Wasser schmeckt salzig. Ein spaßiger Nachbar hatte ihm eine größere Portion Kochsalz in das Bohrloch geschüttet.

### Verkehr

#### Straßenverkehr
Im Stadtgebiet kreuzen sich die Bundesstraßen B 229 und B 236. In der Nähe verläuft die Bundesautobahn 45 (Anschlussstelle 14 – Lüdenscheid). Das Werdohler Straßennetz hat eine Länge von zirka 82 Kilometern. Seit Anfang des Jahres 2014 werden in der Innenstadt Parkgebühren erhoben.
Ursprünglich sollte auch eine Bundesautobahn A 54 (auch früher teilweise als A 208 bezeichnet) von der niederländischen Grenze bei Brunssum über Puffendorf, Bergheim, Langenfeld, Solingen, Remscheid, Radevormwald, Halver, Lüdenscheid und Werdohl bis nach Plettenberg im Sauerland verlaufen. Der Kreuzungspunkt mit der damals bereits bestehenden Bundesautobahn A 45 wäre südlich der heutigen Abfahrt Nr. 13 Lüdenscheid-Nord gewesen. Bis auf zwei Teilstücke, die heutige A 542 und die durch das Solinger Stadtgebiet verlaufende Landesstraße 141n, wurde die A 54 allerdings nie fertiggestellt.

#### Schienenverkehr

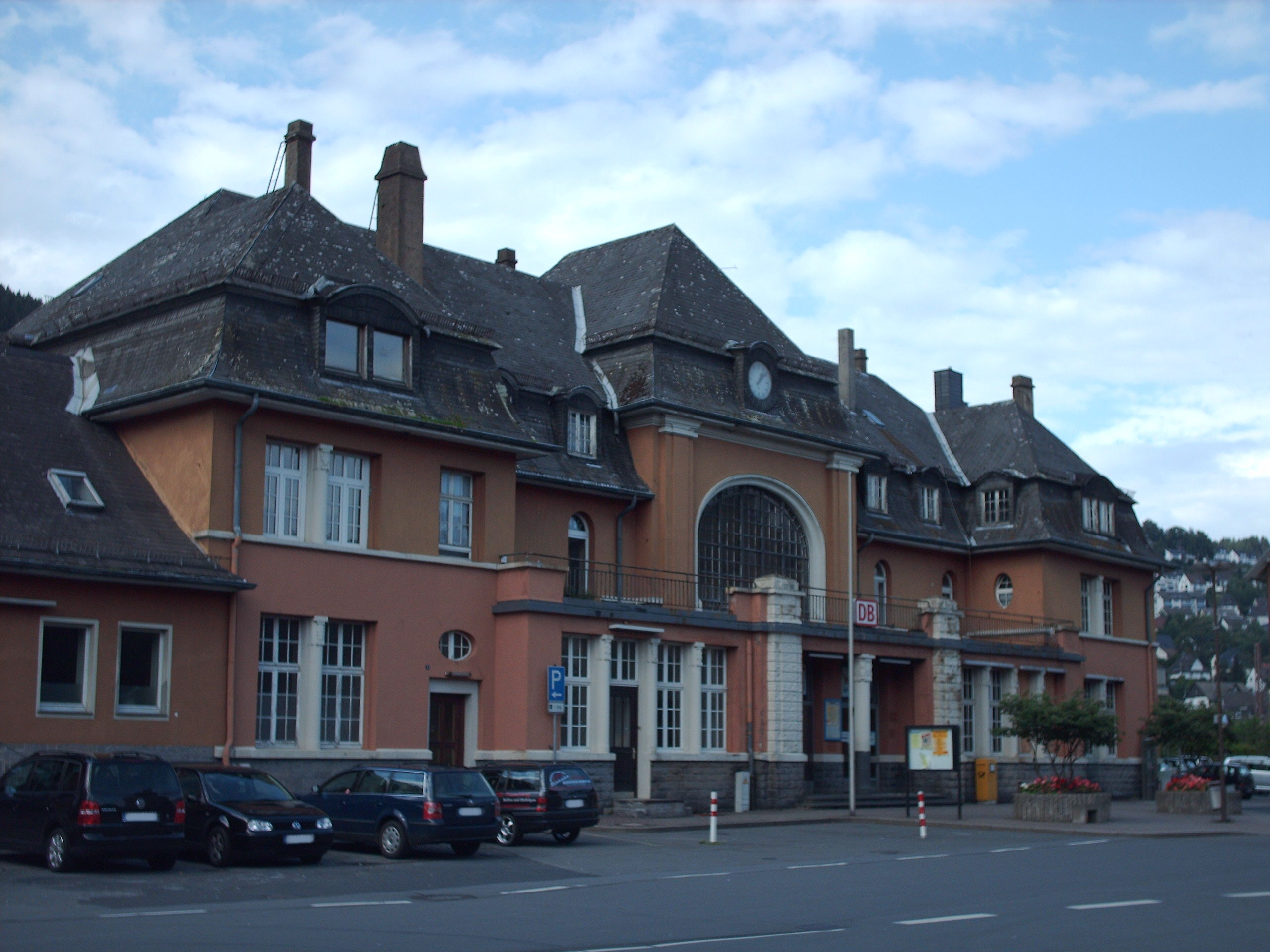
Bahnhofsgebäude Werdohl

Der Bahnhof Werdohl liegt an der Ruhr-Sieg-Eisenbahnstrecke von Hagen nach Siegen. Es verkehren Regionalbahnen und Regionalexpress-Züge jeweils im Stundentakt. Der Betrieb erfolgte bis 2022 durch die Abellio Rail NRW GmbH. Seit 2022 wird die Strecke durch die DB Regio weiter geführt. Ab Dezember 2023 übernimmt Vias Rail einen größeren Teil des Angebots.
Vom Anfang bis Mitte des 20. Jahrhunderts bestand die Verbindung mit einer Kleinbahn nach Lüdenscheid durch die Kreis Altenaer Eisenbahn, im Volksmund „Schnurre“ genannt. Auf der Strecke durch das Versetal wurden sowohl Personen als auch Güter transportiert.

#### Busverkehr
Der Busverkehr wird heute überwiegend durch die Märkische Verkehrsgesellschaft (MVG) und dem Bürgerbus Werdohl durchgeführt. Es bestehen neben innerstädtischen Linien auch regionale Linien nach Altena, Balve, Lüdenscheid, Neuenrade und Plettenberg.

### Öffentliche Einrichtungen
Die Polizei des Märkischen Kreises unterhält in Werdohl eine Polizeiwache. Der Rettungsdienst des Kreises unterhält eine Rettungswache, in der zwei Rettungswagen und ein Notarzteinsatzfahrzeug stationiert sind. Das Werdohler Krankenhaus heißt „Stadtklinik Werdohl“.
Werdohl hat eine Freiwillige Feuerwehr mit vier Stützpunkten. In der Stadtmitte, in Kleinhammer und in Eveking gibt es je einen Löschzug, im Ortsteil Königsburg befindet sich die Löschgruppe Brüninghaus, die durch Übernahme der Werkfeuerwehr Krupp-Brüninghaus entstand.
Im Bildungsbereich bietet die Stadt Werdohl ihren Einwohnern eine Stadtbücherei und ihren knapp 27.000 Medien sowie die Volkshochschule im Verbund „Volkshochschule Lennetal“. Im Primarbereich existieren fünf Grundschulen und eine Förderschule (Schwerpunkt Lernen), im Sekundarbereich eine Hauptschule, eine Gesamtschule und eine Realschule. Die ganz kleinen Kinder können in sechs Kindergärten bzw. Kindertagesstätten untergebracht werden.

### Medien
Tageszeitung in Werdohl ist der Süderländer Volksfreund.
Der lokale Hörfunk für NRW erfolgt in Werdohl durch Radio MK, dem durch die Landesanstalt für Medien der Sendestandort Nr. 71 Frequenz 97,2 zugewiesen ist.

## Persönlichkeiten

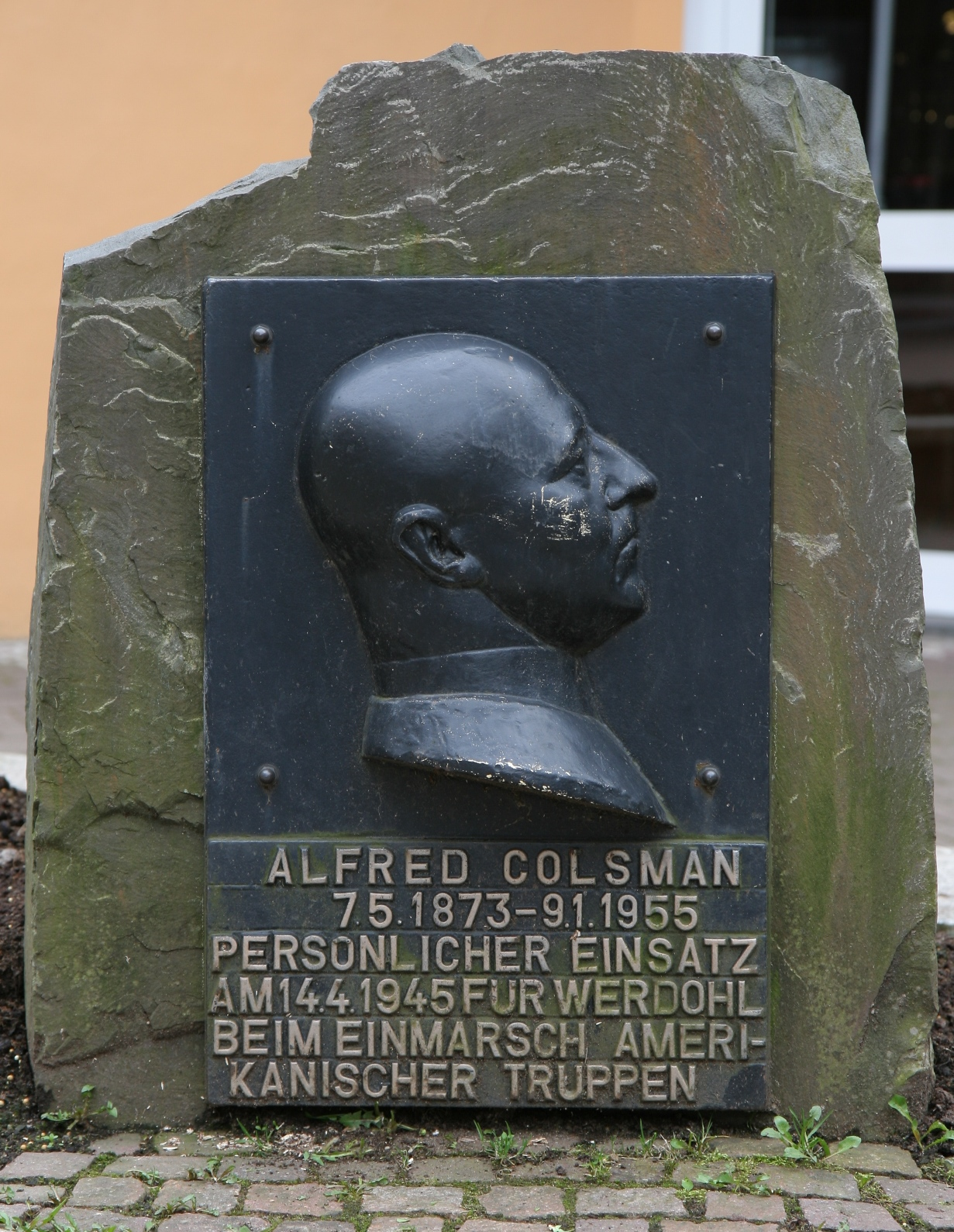
Gedenkstein für Alfred Colsman

### Ehrenbürger
- Hans Vossloh, Unternehmer (seit 11. Oktober 2007, † 2009)
- Arnold Menshen, Unternehmer (seit 28. Mai 2004, † 23. Dezember 2012)
- Fritz Thomée (1862–1944), Landrat des Kreises Altena

### Söhne und Töchter der Stadt
- AblaZ (* 1988), Musiker
- Heinz Baberg (1927–1983), Politiker (SPD)
- Rudolf Berg (1881–1955), im Ortsteil Eveking geborener Industrieller
- Addi Bischoff (* 1955), Mineraloge
- Patrick Breitenbach (* 1976), Blogger, Podcaster, Autor und Dozent
- Gustav Brüninghaus (1857–1955), Stahlindustrieller
- Onur Bulut (* 1994), Fußballspieler
- Veronica Calabrese (* 1987), italienische Taekwondoin
- Alfred Colsman (1873–1955), Unternehmer, Generaldirektor des Luftschiffbau Zeppelin
- Heinrich Contze (1870–1911), Reichstagsabgeordneter
- Renate Diemers (* 1938), Politikerin (CDU), Bundestagsabgeordnete
- Irene Dingel (* 1956), evangelische Theologin, Direktorin des Leibniz-Instituts für Europäische Geschichte.
- Wolfram Dorn (1924–2014), MdL, MdB, Parlamentarischer Staatssekretär beim Bundesminister des Innern
- Joachim Dudenhausen (* 1943), Mediziner
- Arthur Engelbert (* 1951), Medienwissenschaftler
- Denis Feix (* 1975), Koch, mit zwei Sternen im Guide Michelin ausgezeichnet
- Thomas Fischer (* 1953), Jurist, Richter am Bundesgerichtshof
- Hubertus Hamm (* 1950), Fotograf und -künstler
- Dieter Hertel (* 1948), Archäologe
- Sönke Hilbrans (* 1969), Richter des Verfassungsgerichtshofes des Landes Berlin
- Johann Friedrich Hoffmann (1929–2015), Philologe und Sänger
- Matthias Hoffmann-Borggrefe (* 1963), Kirchenmusiker
- Fritz Honsel (1888–1964), Industrieller
- Waltraud Hüsmert (* 1951), Übersetzerin
- Horst Jäcker (* 1941), Politiker (CDU), stellvertretender Bürgermeister, Landtagsabgeordneter, Vorsitzender des Schwimmvereins
- Martina Kessel (* 1959), Historikerin
- Siegfried Kettling (1937–2024), evangelischer Pfarrer, Autor und theologischer Lehrer
- Ulrich Kirchhoff (1935–2011), Rechtsanwalt
- Helene Kirschke (1892–1945), Malerin, Grafikerin und Buchillustratorin
- Michael Knoche (* 1951), Germanist und Bibliothekar
- Cornelia Koppetsch (* 1967), Soziologin
- Hartmut Kreikebaum (1934–2016), Wirtschaftswissenschaftler
- Edgar Külow (1925–2012), Schauspieler und Autor
- Otto Kunz (1872–1959), Fabrikant
- Albert Lohmann (1899–1957), Redakteur und Politiker (SPD)
- Predrag Lukic (* 1986), Basketballtrainer
- Noah Martin (* 1971), Autorin
- Johann Theodor Möller (1705–1763), Kupferindustrieller
- Janbernd Oebbecke (* 1950), Rechts- und Verwaltungswissenschaftler
- Dieter Patt (* 1943), Verwaltungsbeamter und Landrat im Rhein-Kreis Neuss
- Klaus Pfeffer (* 1963), Generalvikar von Essen
- Arkadius Raschka (1975–2015), Songwriter
- Hans Werner Schmöle (1942–2013), Politiker (CDU), Bundestagsabgeordneter
- Paul Sellmann (1933–2021), Politiker (CDU), Landtagsabgeordneter
- Hugo Selter (1878–1952), Hygieniker
- Ralf Stremmel (* 1963), Historiker
- Fritz Thomée (1862–1944), Landrat
- Armin Turk (1943–2013), Maler
- Wilhelm Twittenhoff (1904–1969), Musikwissenschaftler
- Jürgen Vorderstemann (* 1943), Bibliothekar
- Walter Wehner (* 1949), Schriftsteller
- Peter Woeste (* 1959), Botschafter
- Christina Ann Zalamea (* 1986), Youtuberin und Synchronsprecherin

### Sonstige
- Adelsgeschlecht Neuhoff auf der Burg Pungelscheid
- Theodor von Neuhoff (* 1692[43] oder 1694; † 1756), in Köln geboren, lebte wahrscheinlich die ersten Jahre in Pungelscheid. 1736 kurzzeitig König von Korsika.
- Johann Caspar Brüninghaus (* 20. Oktober 1791 in Brüninghausen bei Lüdenscheid; † 16. Dezember 1863 in Werdohl) war Unternehmer.
- Paul Seuthe (* 20. Mai 1909 in Hagen; † 10. November 1997 in Werdohl), war ein Kunstmaler und Architekt
- Moritz Kalthoff (* 1992), Politiker (SPD), in Werdohl aufgewachsen

## Vereine und Verbände
- Der A.C. Petri Heil ist ein 1922 gegründeter Angelverein mit verschiedenen Angelgewässern.[44]
- Der TuS Jahn Werdohl ist ein 1874 gegründeter Turn- und Sportverein.[45]
- Der Tennisclub Werdohl e. V. wurde 1972 gegründet.[46]
- Der Schwimmverein 08 Werdohl als eigenständige Abteilung des TuS Jahn Werdohl.[47]
- Der Malteser Hilfsdienst e. V. wurde in Werdohl 1988 gegründet mit Sitz in Eveking
- Das Deutsche Rote Kreuz Ortsverein Werdohl e. V. wurde am 26. Mai 1914 gegründet und hat aktuell seinen Sitz in der Dammstraße 11.[48]

## Trivia
Das vierte Album der Rockgruppe Ihre Kinder aus dem Jahr 1971 trägt den Namen Werdohl.
Die Rockband Tibet wurde 1970 in Werdohl gegründet. Die Band bestand bis 1980.